# Ischnoceros sapporensis
Ischnoceros sapporensis är en stekelart som beskrevs av Tohru Uchida 1928. Ischnoceros sapporensis ingår i släktet Ischnoceros och familjen brokparasitsteklar. Inga underarter finns listade i Catalogue of Life.